# Bio-chip
En bio-chip er en lille plade inddelt i bittesmå felter, og på hvert felt sidder et stykke DNA. Bio-chippen bruges til DNA-analyse. Hvis man for eksempel vil sammenligne kendt DNA med ukendt DNA, kan man bruge en bio-chip. Man klipper det kendte DNA ud i mindre stykker og sætter hvert stykke fast på hvert sit felt (og noterer rækkefølgen). Derefter hælder man den ukendte DNA-prøve over bio-chippen. De steder, hvor det kendte ligner det ukendte, vil kendt og ukendt bindes til hinanden.
| Naturvidenskab | Spire Denne naturvidenskabsartikel er en spire som bør udbygges. Du er velkommen til at hjælpe Wikipedia ved at udvide den. |